# Nick Yost
Nicholas Karl Yost, detto Nick (Chicago, 1º aprile 1915 – 31 dicembre 1980), è stato un cestista statunitense, professionista nella NBL.

## Carriera
Giocò per due stagioni nella NBL, disputando complessivamente 17 partite con 7,3 punti di media.